# Georg Sigl
Georg Sigl (Breitenfurt, 1811. január 13. – Bécs, 1887. május 9.) osztrák gépgyáros.

## Élete
Georg Sigl lakatosnak tanult és Németországban és Ausztriában tett vándorlásai során Berlinbe ért, ahol 1844-ben létrehozott egy kis üzemet nyomdagépek gyártására.
1846-ban Bécsben is alapított egy üzemet, de megtartotta még a berlini üzemét is. A társaság 1851-ben Bécsbe költözött a Währinger straße-re, ahol 1857-től gőzmozdonyokat is készítettek. Az 1870-es évek kezdetén alacsonykompressziós kétütemű motorokat is épített a mechanikus és az autóipar úttörője Siegfried Marcus tervei alapján (nem tévesztendő össze az 1887 és 1888 közötti négyütemű motorokkal, stabil motorokkal és motorokkal a Második Marcus Autóktól, melyek a bécsi Műszaki Múzeumban találhatók).
1861-ben kibérelte az egy évvel korábban a Credit-Anstalt tulajdonába került Günther Mozdonygyárat Bécsújhelyen, 1867-ben a gyárat megvásárolta.
Részt vett még számos más vállalkozásban, így gyártott olajsajtókat, hajógépeket, műtárgyfelszerelések és tartószerkezeteket (beleértve a Fogadalmi templom tartószerkezetét Bécsben).
1872 megjelent az "Sigl-utcai mozdony", hatalmas sikert aratott a korabeli sajtóban, amint próbaképpen kocsit vontatott Bécs utcáin.
Az 1873-as tőzsdekrach következtében Sigl minden cégét, a bécsi gyár kivételével elvesztette. Köztük volt a Bécsújhelyi Mozdonygyár is, melyet részvénytársasággá alakítottak.
1887-ben halt meg.

## Elismerései
- 1870. február 11-én Sigl Bécs díszpolgárává választják.
- 1888-ban Bécsben a 9. kerületben utcát neveznek el rólaGeorg Sigl Gasse
- 2011-ben, az Osztrák Posta születése 200. évfordulójára bélyeget adott ki.[1]

## Képgaléria

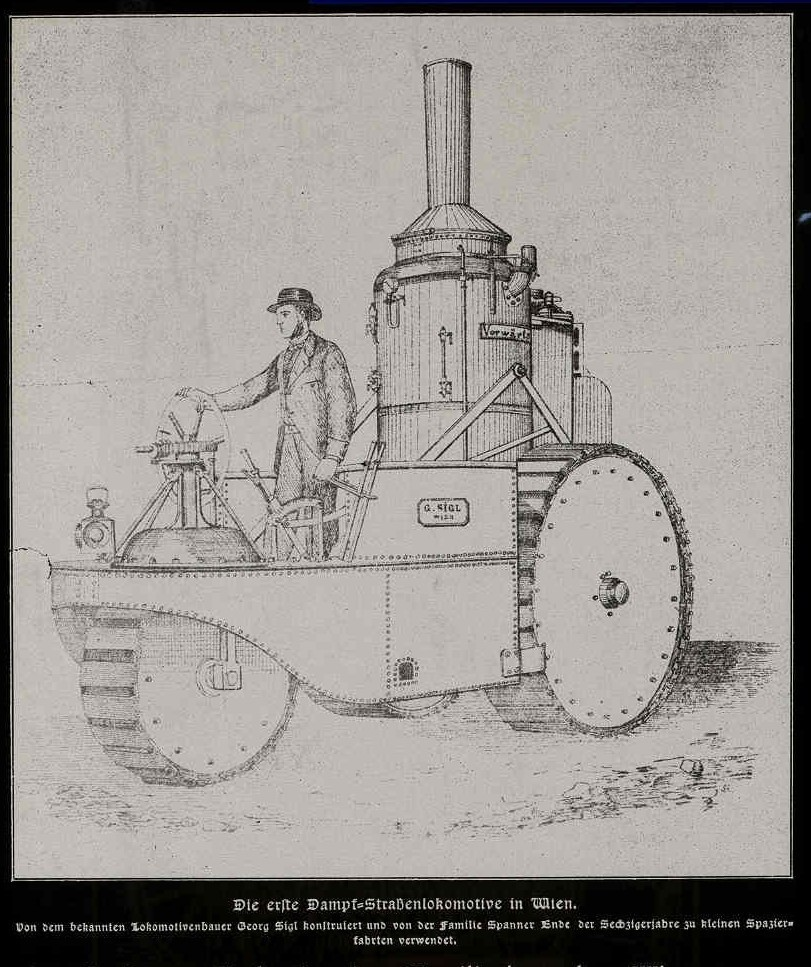
Straßenlokomotive 1872
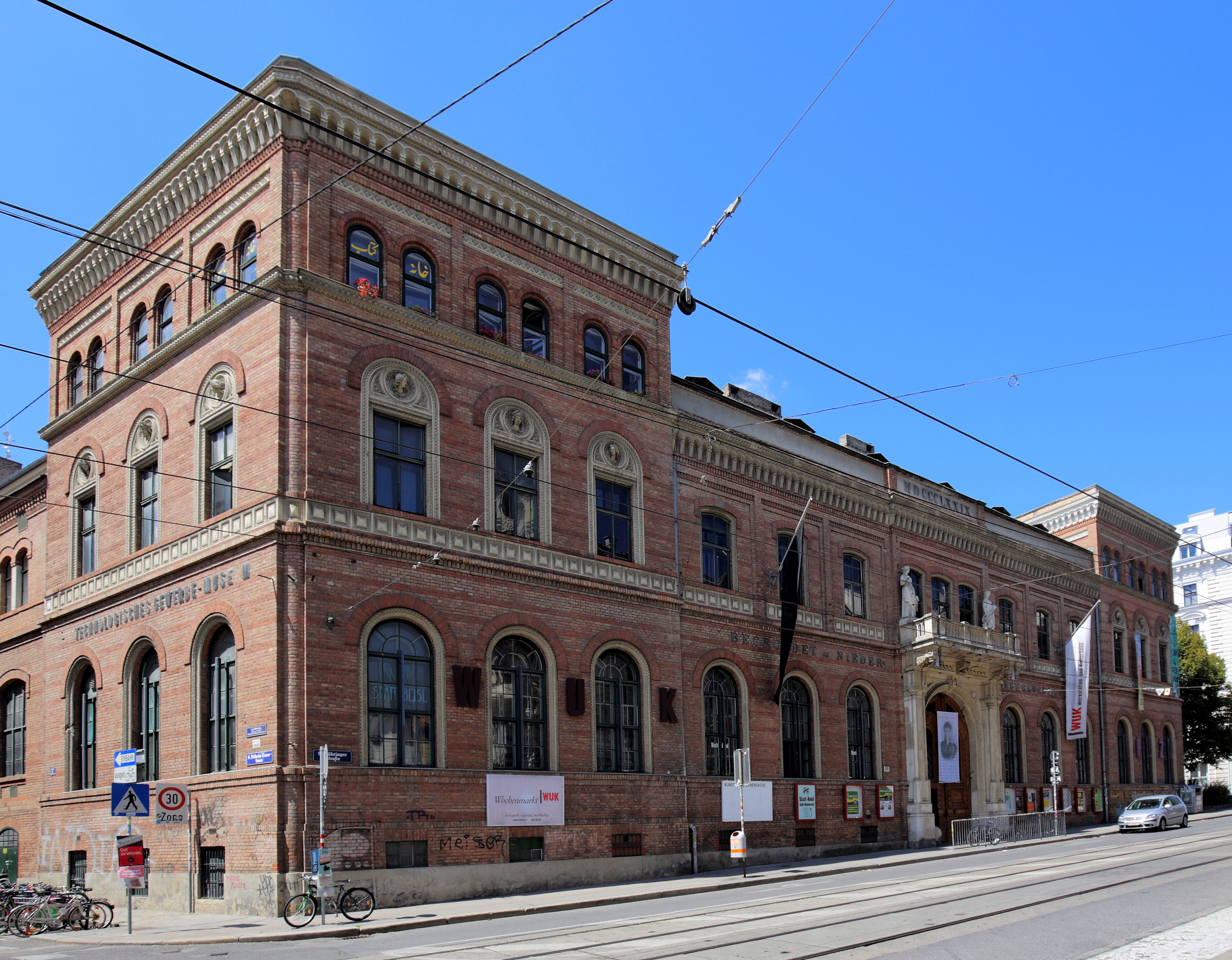
Az egykori Sigl Gépgyár a bécsi Währinger Straße-n ma. Most Szociálkulturális központként működik.

## Fordítás
- Ez a szócikk részben vagy egészben  a   Georg Sigl című német Wikipédia-szócikk fordításán alapul.  Az eredeti cikk szerkesztőit annak laptörténete sorolja fel. Ez a jelzés csupán a megfogalmazás eredetét és a szerzői jogokat jelzi, nem szolgál a cikkben szereplő információk forrásmegjelöléseként.